# Prosictodon
Prosictodon  es un género extinto de sinápsido dicinodonto del Pérmico Medio en Sudáfrica. Fue descrito por Kenneth D. Angielczyk y Bruce S. Rubidge en 2010 y su especie tipo es Prosictodon dubei. Sus restos fósiles aparecieron en la formación Abrahamskraal en el Karoo.